# Vyšná Polianka
Vyšná Polianka este o comună slovacă, aflată în districtul Bardejov din regiunea Prešov. Localitatea se află la altitudinea de 450 m deasupra n.m., se întinde pe o suprafață de 5,69 km2 și în 2017 număra 113 locuitori. Se învecinează cu comuna Ondavka.

## Istoric
Localitatea Vyšná Polianka este atestată documentar din 1572.

## Demografie
| An:                | 1994 | 2004    | 2014    | 2024   |
| ------------------ | ---- | ------- | ------- | ------ |
| Număr de persoane: | 153  | 135     | 113     | 110    |
| Diferență:         |      | −11,76% | −16,29% | −2,65% |

| An:                | 2023 | 2024   |
| ------------------ | ---- | ------ |
| Număr de persoane: | 109  | 110    |
| Diferență:         |      | +0,91% |